# Cinema Hotel (Tel Awiw)

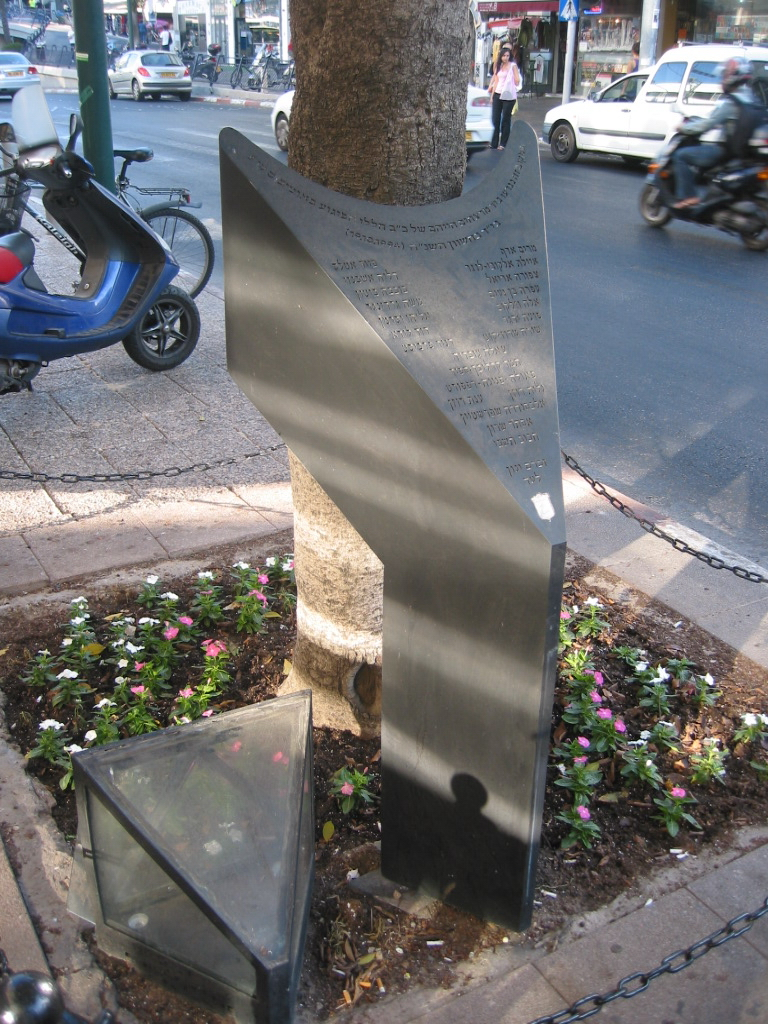
Pomnik w miejscu zamachu terrorystycznego na autobus linii nr 5

Hotel Cinema (hebr. מלון סינמה) – trzygwiazdkowy hotel (***) w Tel Awiwie, w Izraelu.

## Położenie
Hotel jest usytuowany przy placu Dizengoff, w osiedlu Centrum Tel Awiwu w Tel Awiwie.

## Historia
Budynek został wybudowany w latach 1938–1939 według projektu architekta Jehude Mgydovica. Jego budowę zleciło małżeństwo Esther i Mosze Nathaniel, którzy zaplanowali utworzenie w tym miejscu kina. Początkowo nazywało się ono "Dizengoff Square Cinema", a pierwszym wyświetlonym filmem była Królewna Śnieżka.
Kino "Esther" było uznawane za jedno z lepszych w kraju, i pokazywało największe produkcje wytwórni filmowych z Hollywood, takie jak np.: Ben-Hur, Woodstock (film o Festiwalu w Woodstock), Brudny Harry i wiele innych.
W 1998 rodzina założycieli kina odsprzedała budynek z przeznaczeniem pod hotel. Przebudowę przeprowadzono pod nadzorem architekta Lew Edbilnsky’ego. W wejściowym holu zachowano projektor filmowy z dawnego Kina "Esther". Na ścianach umieszczono dawne plakaty filmowe oraz stare zdjęcia.

### Zamachy terrorystyczne
Przy budynku doszło do jednego zamachu terrorystycznego zorganizowanego przez palestyńskich terrorystów-samobójców:
- 19 października 1994 o godzinie 9 rano, terrorysta z Hamasu wysadził się w autobusie linii nr 5 w odległości około 100 metrów na północ od placu Dizengoff. Wybuch 20-kg materiału wybuchowego zabił 22 osoby i ranił 47 innych. Był to jeden z pierwszych zamachów samobójczych w Izraelu i wywołał on falę protestów. W miejscu zamachu wystawiono symboliczny pomnik z nazwiskami ofiar[1].

## Architektura
Budynek zaprojektowano w stylu międzynarodowym, dominującym w tym okresie w Tel Awiwie. Wchodzi on w skład  architektonicznego zespołu miejskiego Białego Miasta Tel Awiwu, który został umieszczony w 2003 na Liście światowego dziedzictwa UNESCO, jako największe na świecie skupisko budynków modernistycznych. Został on stworzony w latach 30. XX wieku przez pochodzących z Niemiec żydowskich architektów, którzy kształcili się na uczelni artystycznej Bauhaus (powstał w niej styl architektoniczny nazywany modernizmem). Niektórzy z tych architektów, w tym Arje Szaron, przyjechali do Palestyny i przystosowali poglądy modernizmu do lokalnych warunków, tworząc w Tel Awiwie największe na świecie skupisko budynków wybudowanych w tym stylu.

## Pokoje i apartamenty
Hotel dysponuje 82 pokojami hotelowymi i apartamentami. Każdy pokój wyposażony jest w klimatyzację, automatyczną sekretarkę, czajnik do kawy/herbaty, łazienkę do użytku prywatnego, biurko, kuchenkę, lodówkę, dostęp do Internetu bezprzewodowego, telefon z linią bezpośrednią i telewizję kablową.
Hotel świadczy dodatkowe usługi w zakresie: bezpłatnych śniadań, personelu wielojęzycznego, pomocy medycznej, opieki nad dziećmi, pomocy w organizowaniu wycieczek, pralni, sejfu w recepcji i transportu z lotniska. Dla ułatwienia komunikacji w budynku jest winda.

## Inne udogodnienia
Znajduje się tutaj sala konferencyjna z zapleczem do obsługi zorganizowanych grup. W hotelu jest kantor, restauracja, kawiarnia, klub nocny, gabinet kosmetyczny, sauną i siłownia (fitness).